# Reach for the Stars
Reach for the Stars är ett science fiction-strategispel, och ett av de tidigare spelen i 4X-genren som utgavs kommersiellt. Spelet utvecklades av australiska SSG, och utkom 1983 till C64 och 1985 till Apple II, och porterades senare till DOS och Macintosh (System 6) samt Amiga och Apple IIGS (från Mac OS-versionen).
Spelet var starkt influerat av brädspelet Stellar Conquest.

### Fotnoter
1. 1 2  ”Reach for the Stars” (på engelska). Gamefaqs. http://www.gamefaqs.com/c64/579825-reach-for-the-stars/data. Läst 4 maj 2014.